# クルードさんちのあたらしい冒険
『クルードさんちのあたらしい冒険』（原題: The Croods: A New Age）は2020年に公開されたアメリカ合衆国のアニメーション映画である。監督はジョエル・クロフォード、主演はニコラス・ケイジが務めた。本作は映画『クルードさんちのはじめての冒険』（2013年）の続編でもある。
本作は日本国内で劇場公開されなかったが、2021年12月22日にDVDが発売された。

## あらすじ
先史時代。ガイの両親はタールの沼地にハマって動けなくなってしまった。助からないことを悟った両親は「この世界のどこかにお前にとっての「明日」があるはずだ。それを探すんだ」とガイに告げ、そのまま沼の底へと沈んでいった。悲しみに暮れるガイだったが、両親の言いつけ通りに「明日」を探す旅に出た。その旅の途中で、ガイはクルード一家と出会ったのであった
クルード一家はなおも定住先を求めて各地を放浪していた。ガイは家長グラグの娘、イープと恋仲になったが、グラグはそれを快く思っていなかった。そんなある日の夜、グラグは高い壁に囲まれた謎の区画を発見した。そこはベターマン夫妻が所有する土地であった。ガイの両親と親しかったこともあり、夫妻はクルード一家とガイを自宅に招待してくれた。長らく洞窟暮らしを送っていたクルード一家はそのツリーハウスの大きさに驚嘆するばかりであった。その一方、ガイはベターマン夫妻の娘、ドーンと久々の再会を果たしていた
クルード一家は巨大ツリーハウスで生活することになったが、グラグは洗練されたベターマン夫妻と自分を比較して惨めな気分になっていった。実のところ、ベターマン夫妻もクルード一家を内心では軽蔑しており、「ガイは私たちと同じ優れた人間なのに、あんなみすぼらしい一家といるなんて可哀想だ」などと思っていた。そこで、夫妻はガイとクルード一家を引き離すべく一計を案じた。

## 声の出演
※括弧内は日本語吹替。
- グラグ・クルード：ニコラス・ケイジ（てらそままさき）
- イープ・クルード：エマ・ストーン（朴璐美）
- ガイ：ライアン・レイノルズ（小野大輔）
  - 子供時代のガイ：ガブリエル・ジャック (川口調)
- ウーガ・クルード：キャサリン・キーナー（さとうあい）
- タンク・クルード：クラーク・デューク（佐藤せつじ）
- グラン：クロリス・リーチマン（野沢雅子）
- フィル・ベターマン：ピーター・ディンクレイジ（花輪英司）
- ホープ・ベターマン：レスリー・マン（園崎未恵）
- ドーン・ベターマン：ケリー・マリー・トラン（潘めぐみ）
- サンディ・クルード：カイリー・クロフォード（諸星すみれ）
- ベルト：クリス・サンダース
- サッシュ：ジェームズ・ライアン
- ガイの母親：メリッサ・ディズニー
- ガイの父親：ジョエル・クロフォード

## 製作
2013年4月、ドリームワークス・アニメーションは『クルードさんちのはじめての冒険』の続編を製作すると発表し、クリス・サンダース監督とカーク・デミッコ監督の続投も決まった。9月9日、ニコラス・ケイジ、エマ・ストーン、ライアン・レイノルズの続投が決まったとの報道があった。2014年2月24日、デミッコが「続編はウーガと母性に焦点が当たり、クルード一家の物語を完結させる作品になる」という趣旨のことを述べた。2015年5月21日、レスリー・マンとカット・デニングスの起用及びキャサリン・キーナー、クラーク・デュークの続投が発表された。
2016年4月28日、アメリカのケーブルテレビ最大手、コムキャストがドリームワークス・アニメーションを買収した。8月23日、ケヴィン・ヘイグマンとダン・ヘイグマンが脚本のリライトのために起用されたと報じられた。11月11日、親会社の意向も踏まえ、ドリームワークス・アニメーションは本作の製作中止を決定したとの報道があった。
2017年9月、ドリームワークス・アニメーションが再び『クルードさんちのはじめての冒険』の続編の製作に乗り出しており、主要キャストも続投すると報じられたが、サンダースとデミッコは企画から離脱することになった。10月、ジョエル・クロフォードが本作の監督を務めることになった。2018年10月、ピーター・ディンクレイジの出演が決まった。2019年10月9日、降板したデニングスの代役として、ケリー・マリー・トランの起用が発表された。
なお、本作の製作が進められている最中、新型コロナウイルスの流行が拡大するという事態が発生したため、スタッフは在宅での作業を余儀なくされた。

### 音楽
2020年9月18日、マーク・マザーズボーが本作で使用される楽曲を手がけるとの報道があった。11月13日、エスティ・ハイムとダニエル・ハイムが歌う劇中曲『Feel The Thunder』がシングルカットされた。19日、バック・ロット・ミュージックが本作のサウンドトラックを発売した。

## 公開・興行収入
当初、本作は20世紀フォックスの配給で2017年11月3日に全米公開される予定だったが、後に公開日は同年12月22日に延期された。2016年8月、先述の買収を受けて、本作の配給元が20世紀フォックスからユニバーサル・ピクチャーズに代わった。ユニバーサルは本作の全米公開日を2018年9月18日に設定していたが、後に公開日は2020年12月23日→同年11月25日と変更されていった。
2020年9月21日、本作のオフィシャル・トレイラーが公開された。11月25日、本作は全米2211館で封切られ、公開初週末に972万ドルを稼ぎ出し、週末興行収入ランキング初登場1位となった。なお、本作は2週目と3週目も週末興行収入ランキングで1位に輝いた。

## 評価
本作は批評家から好意的に評価されている。映画批評集積サイトのRotten Tomatoesには121件のレビューがあり、批評家支持率は75%、平均点は10点満点で6.4点となっている。サイト側による批評家の見解の要約は「クルードさんちの2度目の冒険は上々の成果を上げた。『クルードさんちのあたらしい冒険』は家族向けの娯楽として他より安く済むため、親御さんたちにとっても有り難い作品であろう。」となっている。また、Metacriticには26件のレビューがあり、加重平均値は56/100となっている。なお、本作のCinemaScoreはAとなっている。